# Pinè
El pinè (C10H16) és un compost químic bicíclic, de la família dels monoterpens. Es troba a la resina, tiges i fulles de diverses plantes.
Hi ha dos isòmers estructurals de pinè que es troben a la natura: L'α-pinè i el β-pinè. Com el nom suggereix, les dues formes són components importants de la resina del pi, de la mateixa manera que ho són el camfè, el terpineol, el terpinolè, l'acetat de terpinil i dipentè. A partir del beta-pinè se sintetitza mircè, també es troben en les resines de moltes altres coníferes, així com en les no-coníferes com Artemisia tridentata i Cannabis sativa. Els dos isòmers del pinè són utilitzats per molts insectes en el seu sistema de comunicació química.